# Lenvatinib
Le lenvatinib (ou E7080) est une molécule inhibitrice de plusieurs kinases (dont la tyrosine kinase), en cours de test dans certains cancers.

## Cibles
Il se fixe en les inhibant sur plusieurs récepteurs de kinase dont le facteur de croissance de l’endothélium vasculaire, le facteur de croissance des fibroblastes, le Stem Cell Factor, inhibant en particulier l'angiogenèse tumorale.

## Efficacité
Il augmente la survie des cancers de la thyroïde résistant à l'iode radioactif, avec cependant de nombreux effets secondaires (diarrhée, fatigue, nausées...).
Dans le cancer du rein et en association avec le pembrolizumab, il obtient des durées de rémission plus prolongées qu'avec le sunitinib.